# جيفري كارفر
جيفري كارفر (بالإنجليزية: Jeffrey Carver)‏ (25 أغسطس 1949، كليفلاند في الولايات المتحدة)؛ كاتِب ومؤلِّف وروائي أمريكي. درس في جامعة براون.